# Katzenstein (Pobershau)
Als Katzenstein wird eine ostsüdöstlich von Pobershau im Erzgebirge gelegene Felsformation bezeichnet. Der höchste Punkt liegt auf etwa 706 m ü. NN und etwa 90 m über dem Talgrund der Schwarzen Pockau, zu der er steil hinabfällt.

## Geschichte
Der Katzenstein erhielt seinen Namen wegen eines Felsvorsprungs, der der Form eines Katzenkopfes ähnelte. Als das Gestein abzustürzen drohte, wurde dieser aus Sicherheitsgründen abgetragen.

## Aussicht
Vom Plateau bietet sich ein Weitblick nach Osten und dem zu Füßen liegenden Schwarzwassertal. Östlich erblickt man die langgestreckte, in einem Bogen verlaufende Felsformation „Ringmauer“. Im Südosten erhebt sich der Rabenberg mit der steilen, vom Fluss umschlossenen Bergkuppe des Liebensteins. An diesem Punkt befand sich die im 12. Jahrhundert angelegte Wehranlage Raubschloss Liebenstein, deren Turmruine bis ins 18. Jahrhundert sichtbar gewesen sein soll.